# Julián Aguirre (gobernador)
Julián L. Aguirre (San Salvador de Jujuy, 5 de septiembre de 1849 - Buenos Aires, 1914) fue un jurista y político argentino, que ejerció como Gobernador de la Provincia de Jujuy entre los años 1893 y 1895.

## Biografía
Se doctoró en derecho en 1872 en la Universidad de Buenos Aires, con una tesis sobre sucesión de herederos naturales. Durante muchos años residió en la capital de la Nación y sus alrededores. Ejerció distintos cargos políticos y judiciales. Fue juez del fuero criminal de la provincia de Buenos Aires, con sede en la ciudad de Dolores y desde 1886 fue presidente de la Cámara de Apelaciones en lo Criminal de la Capital Federal. 
Fue abogado del Banco de la Provincia de Buenos Aires y miembro del directorio del Banco Hipotecario Nacional, miembro de la Comisión Nacional de Tierras y Colonias y presidente honorario de la 
Comisión de Cárceles y Casas de Corrección.
Fue también docente, como profesor de filosofía en el Colegio Nacional de Buenos Aires y del Instituto Libre de Segunda Enseñanza, dependiente de la Universidad de Buenos Aires.
En 1893, el senador nacional por Jujuy Domingo T. Pérez decidió promover su candidatura a gobernador de su provincia natal, que no visitaba desde hacía muchos años, para evitar fricciones en la política jujeña y también para limitar la influencia creciente del gobernador saliente, Sergio Alvarado. La legislatura jujeña lo eligió por unanimidad el 15 de abril de ese año, asumiendo su cargo el día 1 de mayo.
Como jurista que era, dedicó buena parte de sus energías a la renovación de las leyes e instituciones de la provincia. En primer lugar, reunió nuevamente la Convención Constituyente provincial, que había iniciado sus sesiones cuatro años antes, y logró que sancionara una nueva Constitución para la provincia, con sustanciales diferencias con la anterior. Entre otros cambios, se creaba el cargo de vicegobernador de la provincia, se extendía de dos a tres años la duración de su mando y serían elegidos por un Colegio Electoral, no por la Legislatura.
También fueron reformados el Código de Procedimientos Civiles y el Código de Procedimientos y Criminales, sancionados en 1894, de los cuales fue uno de los autores.
En 1894 se produjeron las elecciones a diputados nacionales, en las cuales el Partido Provincial, que había logrado conservar su preeminencia frente al oficialismo nacional del Partido Autonomista Nacional, fue derrotado por la presión del gobernador y del senador Pérez, perdiendo su influencia en forma prácticamente definitiva.
El gobierno de Aguirre logró solucionar buena parte de sus problemas financieros con la emisión de un bono amortizable —oficialmente "letras de tesorería"— al 4% anual en diez años, por $ 150 000. De esta manera, la circulación de títulos de deuda pública reemplazaba al crédito bancario de corto plazo como fuente de financiación. Por otro lado, estas "letras" se convirtieron en papel moneda de curso corriente, antecedentes de las cuasimonedas que circularían en el país a principios del siglo XXI; resistidas por los comerciantes, sirvieron sin embargo para agilizar las operaciones comerciales en toda la provincia.
Al finalizar su gobierno regresó a Buenos Aires, siendo nombrado al poco tiempo Interventor Federal de la Provincia de Santiago del Estero. Ocupó también algunos cargos judiciales, fue abogado consultor del Banco de la Provincia de Buenos Aires y volvió a la docencia: enseñó filosofía en el Colegio Nacional de Buenos Aires, fue consejero académico del Instituto Libre de Segunda Enseñanza.
Era director del Banco Hipotecario Nacional al momento de su fallecimiento, ocurrido en 1914.